# Gastrotheca microdiscus
Espèce
Synonymes
- Nototrema microdiscus Andersson, 1910

Statut de conservation UICN

 LC  : Préoccupation mineure
Gastrotheca microdiscus est une espèce d'amphibiens de la famille des Hemiphractidae.

## Répartition
Cette espèce est endémique du Brésil. Elle se rencontre dans les États de São Paulo, du Paraná et de Santa Catarina jusqu'à 1 500 m d'altitude.

## Publication originale
- Lönnberg & Andersson, 1910 : A new lizard and a new frog from Parana. Arkiv för zoologi, vol. 6, no 9, p. 1-11 (texte intégral).